# 薩克拉門托縣
沙加緬度县（英語：Sacramento County）是美国加利福尼亚州的一個郡，位於中央谷地。面積2,578平方公里，根據2020年人口普查統計，共有人口158萬5,055人。縣治沙加緬度（Sacramento）也是州的首府。該縣成立於1850年，是加州建州時的縣之一，縣名來自萨克拉门托河（薩克拉門托是西班牙语「聖餐禮」的意思）。

## 人口集居地

### 建制市
| 自治体（市/镇）                | 成立年份 | 人口（2018） |
| ------------------------------ | -------- | ------------ |
| 柑橘高地（Citrus Heights）     | 1997     | 87,910       |
| 埃尔克格罗夫（Elk Grove）      | 2000     | 172,886      |
| 佛森（Folsom）                 | 1946     | 79,022       |
| 高尔特（Galt）                 | 1946     | 26,440       |
| 艾列顿（Isleton）              | 1923     | 836          |
| 兰乔科尔多瓦（Rancho Cordova） | 2003     | 74,585       |
| ／（Sacramento）               | 1850     | 508,529      |